# إيرسل
إيرسل Eersel  بلدية وبلدة بمقاطعة شمال برابنت، جنوبي هولندا.

## طوبوغرافيا
خريطة طوبوغرافية هولندية لبلدية إيرسل، يونيو 2015، (تقرأ بعد ثلاث نقرات على الخريطة).